# Bałtyjsk
Bałtyjsk, Piława (ros. Балтийск, Bałtijsk; dawn. niem. Pillau) – miasto i port morski w Rosji, w obwodzie królewieckim, na Mierzei Wiślanej, po obu stronach Cieśniny Piławskiej u wejścia do Zalewu Wiślanego. W 2020 roku liczyło ok. 33,7 tys. mieszkańców.
Najbardziej na zachód położone miasto Federacji Rosyjskiej oraz dawnego ZSRR.
W mieście rozwinął się przemysł chemiczny.
Ośrodek życia polonijnego (wg danych z 2021 roku w mieście było 29 Polaków); mieszkający tam Polacy przybyli przeważnie z okolic Grodna.

## Historia
Pierwsze wzmianki o osadzie Pil (Pile, od prusk. Pilz = twierdza, umocnienie) w źródłach historycznych pochodzą z 1363 i 1430. Dogodne warunki rozwoju osadnictwa zapewnił zwłaszcza wielki sztorm z 10 (lub 16) września 1510, w wyniku którego powstała Cieśnina Piławska. Przy niej założono wieś i w ciągu 15 lat zbudowano fortecę, która do 1525 było częścią państwa krzyżackiego, potem Prus Książęcych. Wraz z nimi od 1618 we władaniu Brandenburgii.
W XVII wieku budowa pierwszych fortyfikacji. Ze względu na strategiczne położenie osadę z biegiem czasu przekształcono w twierdzę rozbudowywaną aż do XIX wieku. W XVIII w. dla jej budowy cegłę pozyskiwano m.in. z rozbieranych zamków średniowiecznych, w tym Lochstedt (obecnie osiedle Pawłowo w granicach administracyjnych miasta).

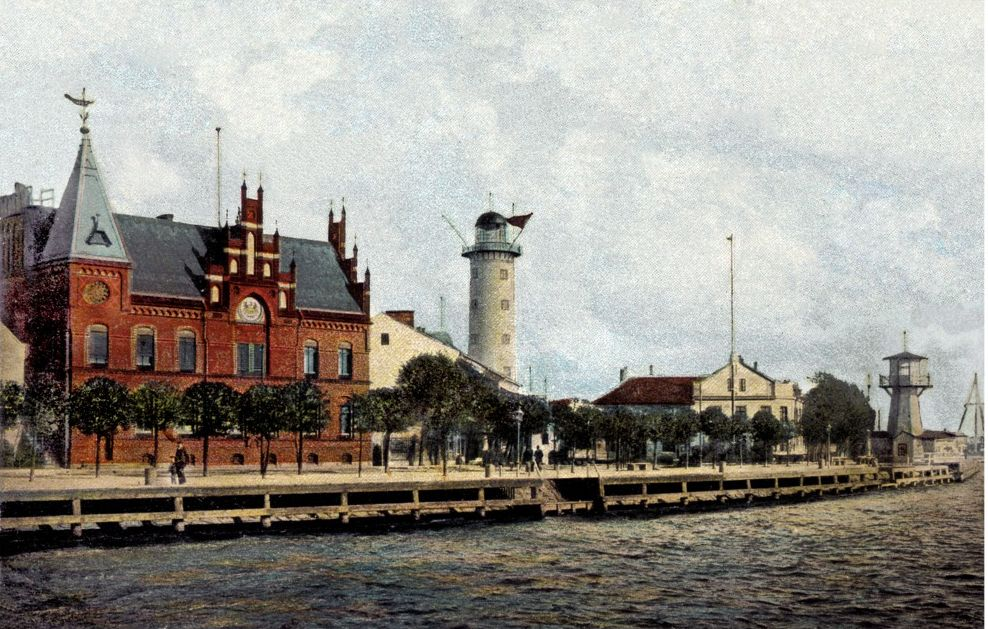
Piława przed 1944

W 1626 miejsce lądowania króla Szwecji Gustawa Adolfa i jego armii, podczas wojny polsko-szwedzkiej (1625–1629). Tym desantem Szwedzi przenieśli główny front wojny z Inflant do Prus. W 1635 działające na rozkaz króla Polski Władysława IV kozackie czajki pod wodzą Konstantego Wołka zdobyły pod Piławą szwedzki okręt.
Od 1701 część Królestwa Prus. Piława otrzymała prawa miejskie w 1725. W 1807 oblężone przez wojska Napoleona. Między 24 lutego 1812 i 6 lutego 1813 we władaniu Francji.
W czasie II wojny światowej Piława była jednym z ośrodków szkolenia załóg U-bootów. 16 kwietnia 1945, został tam ostrzelany przez artylerię nacierających wojsk sowieckich i zatopiony służący jako źródło energii elektrycznej okręt podwodny U-78. Miasto zostało zdobyte przez Rosjan 25 kwietnia 1945, a 26 listopada 1946 przemianowane na Bałtyjsk. W 1952 powstała tu jedna z największych baz marynarki wojennej ZSRR przy Morzu Bałtyckim. Odegrało to kluczową rolę w rozwoju powojennego Bałtyjska.

## Zabytki
Z II wojny światowej ocalało wiele budynków, m.in.:
- latarnia morska,
- twierdza,
- forty: Wschodni i Zachodni,
- większość obiektów portu wojennego, m.in. koszary, kasyno i wieża ciśnień,
- neogotycka kaplica ewangelicko-reformowana (poświęcona w 1867), obecnie służąca jako cerkiew prawosławna św. Jerzego (sobór katedralny Floty Bałtyckiej),
- cztery wieże ciśnień,
- siedziba sądu (ob. Muzeum Floty Bałtyckiej),
- budynek szkoły średniej,
- dom pastora z pocz. XX w.

Nie zachowały się 2 barokowe kościoły ewangelickie (parafialno-garnizonowy i w Starej Piławie), ani neogotycki katolicki kościół NMP Gwiazdy Morza (proj. Fritz Heitmann, konsekrowany 1910).
W pobliżu latarni stoi pomnik Piotra I, a nad portem dominuje konny pomnik carycy Elżbiety, która w 1757 po opanowaniu Prus ogłosiła ich wcielenie do Rosji. Nieopodal cmentarz wojenny, z nagrobkami niemieckich marynarzy z I wojny światowej oraz żołnierzy i cywili, którzy zginęli w 1945, zrekonstruowany po 1991.

Wybrane zabytki
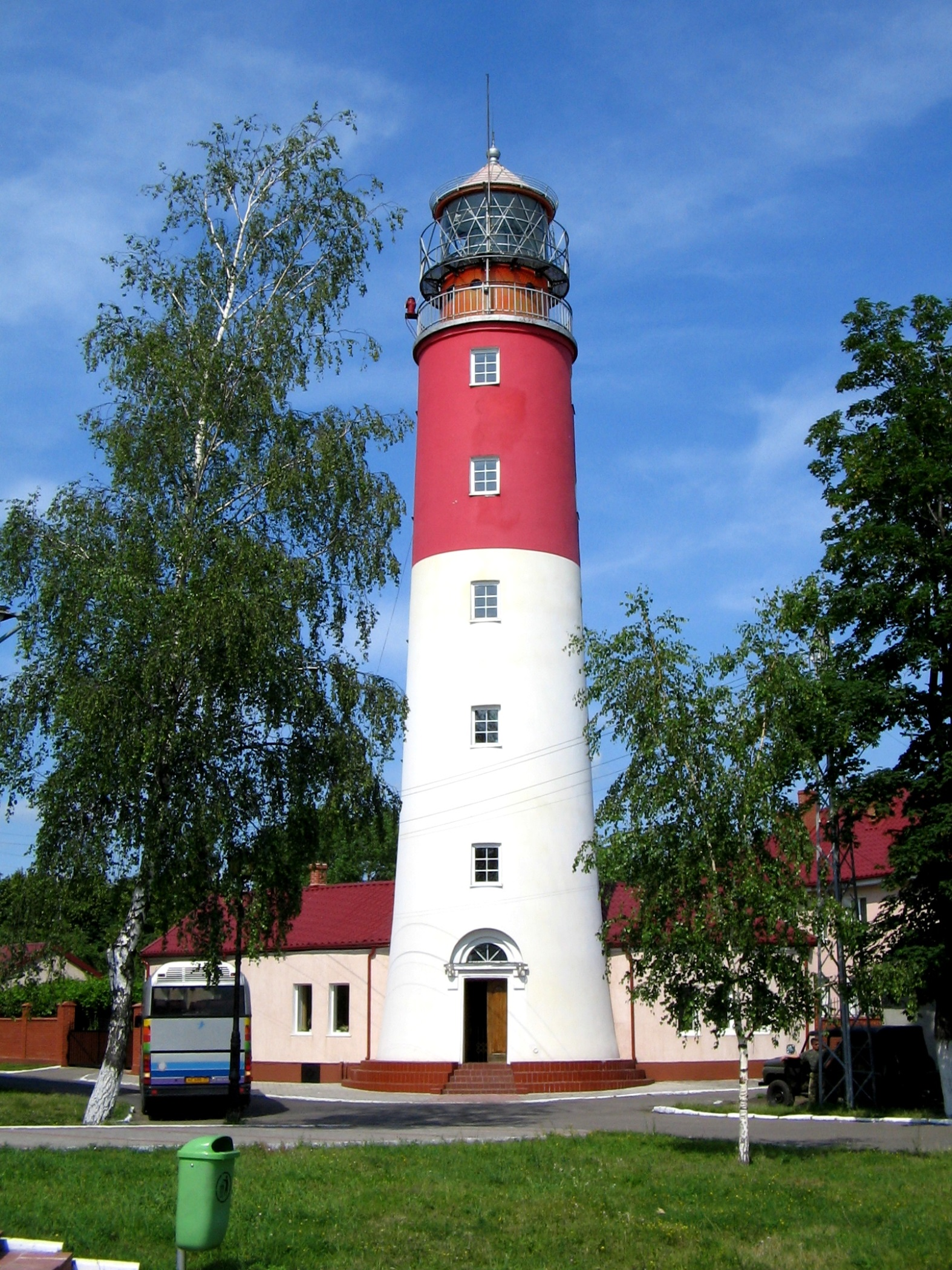
Latarnia morska
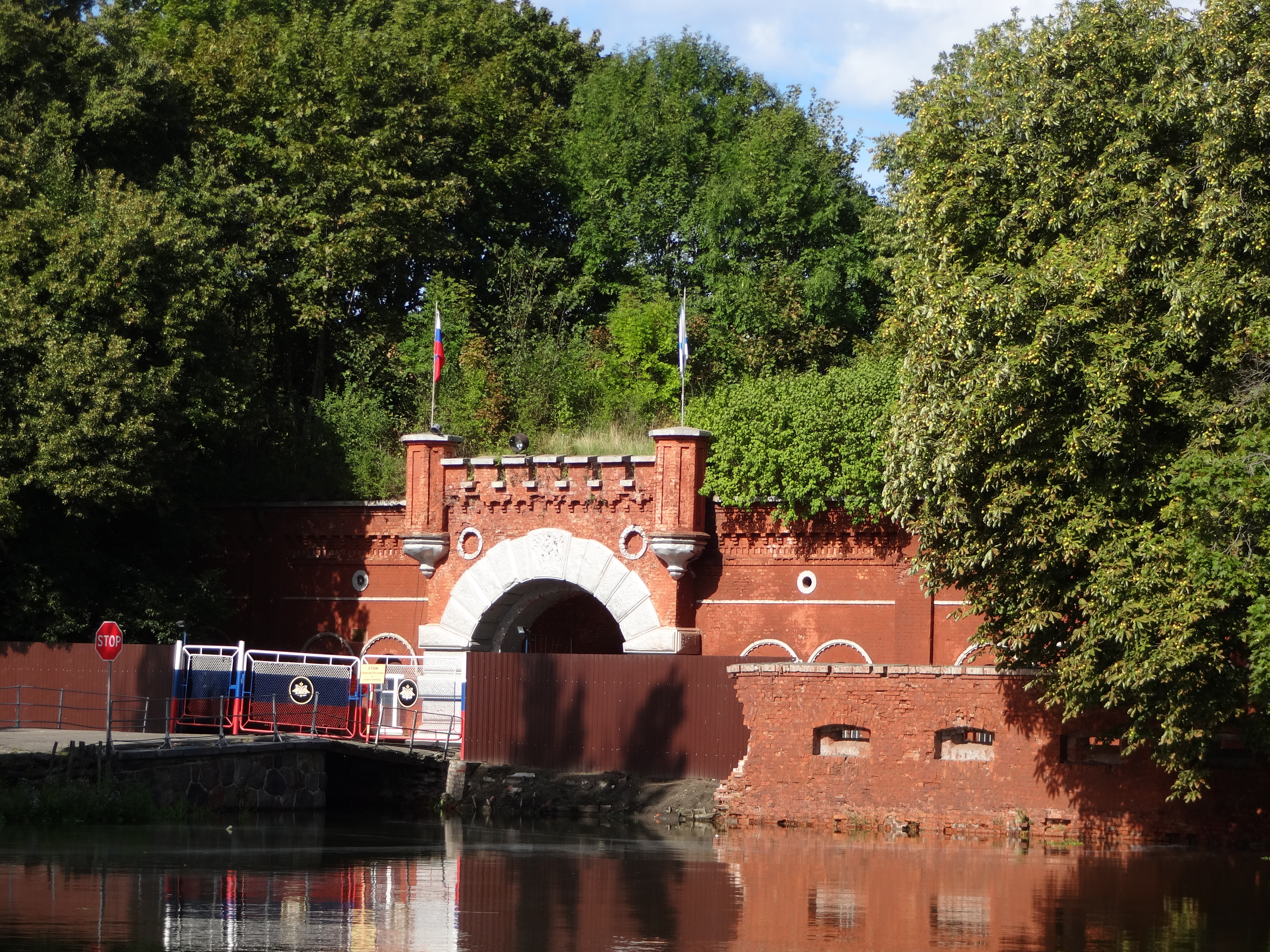
Twierdza
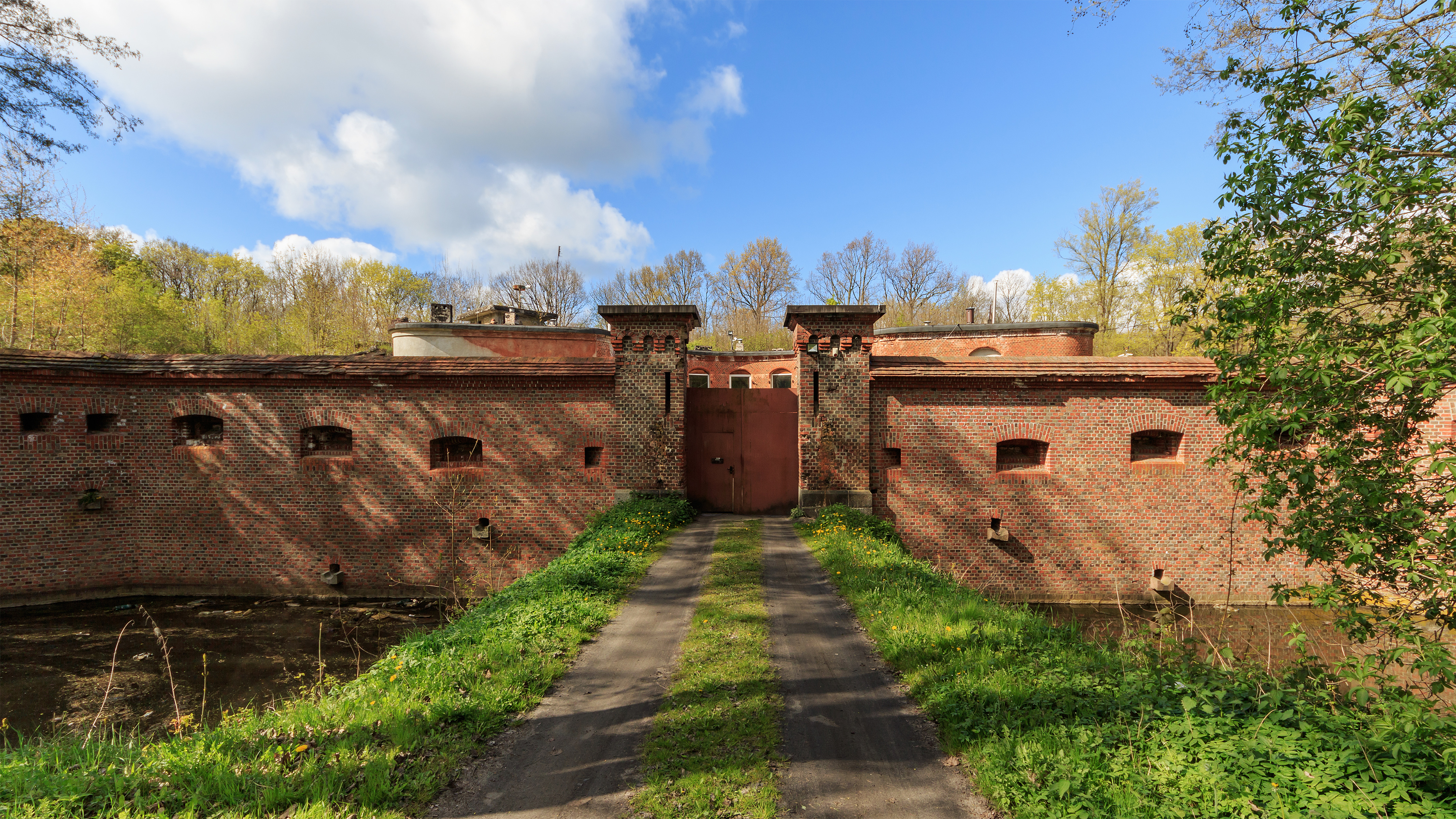
Fort Wschodni
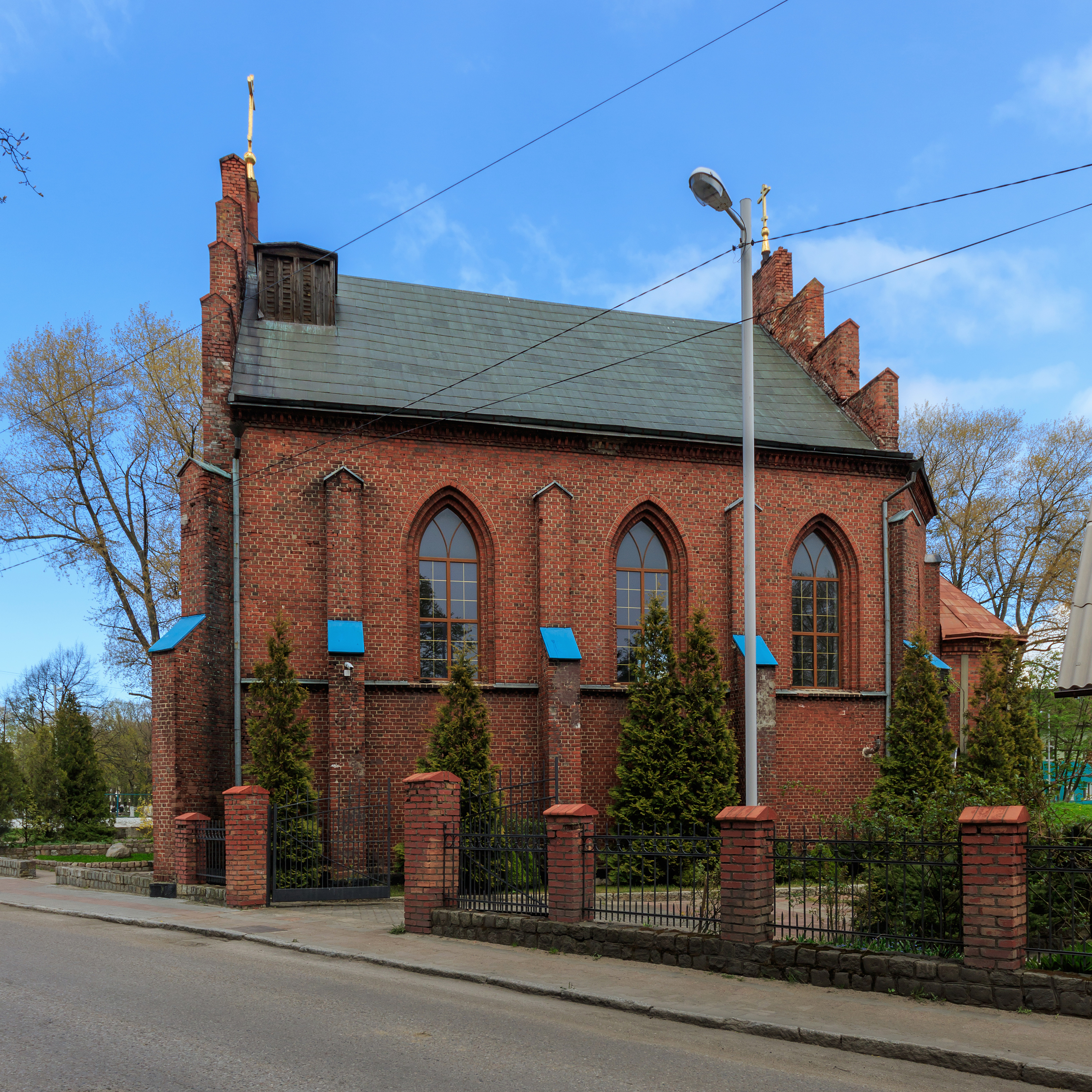
Dawny kościół ewangelicki, ob. sobór św. Jerzego
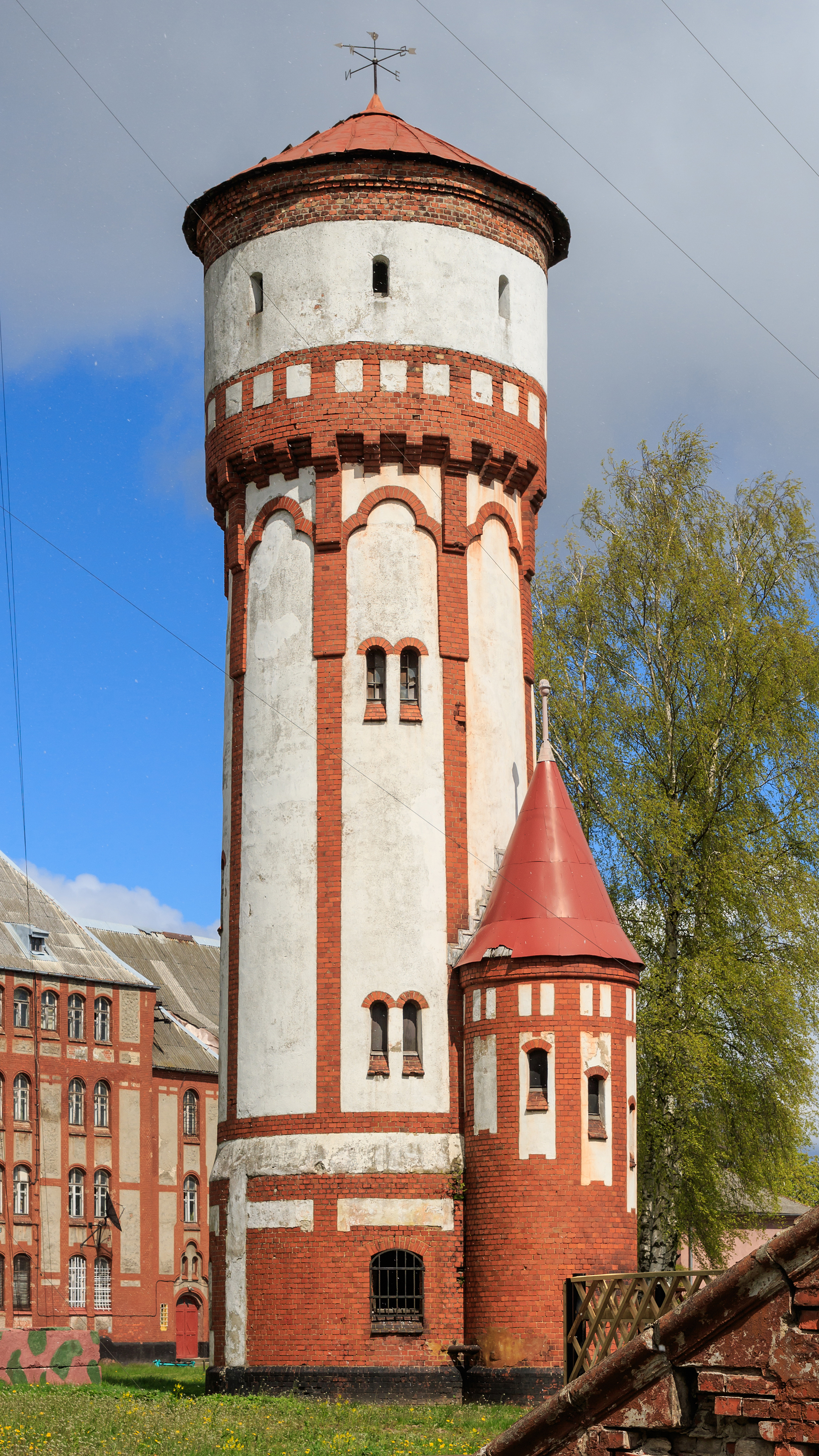
Wieża ciśnień portu wojennego
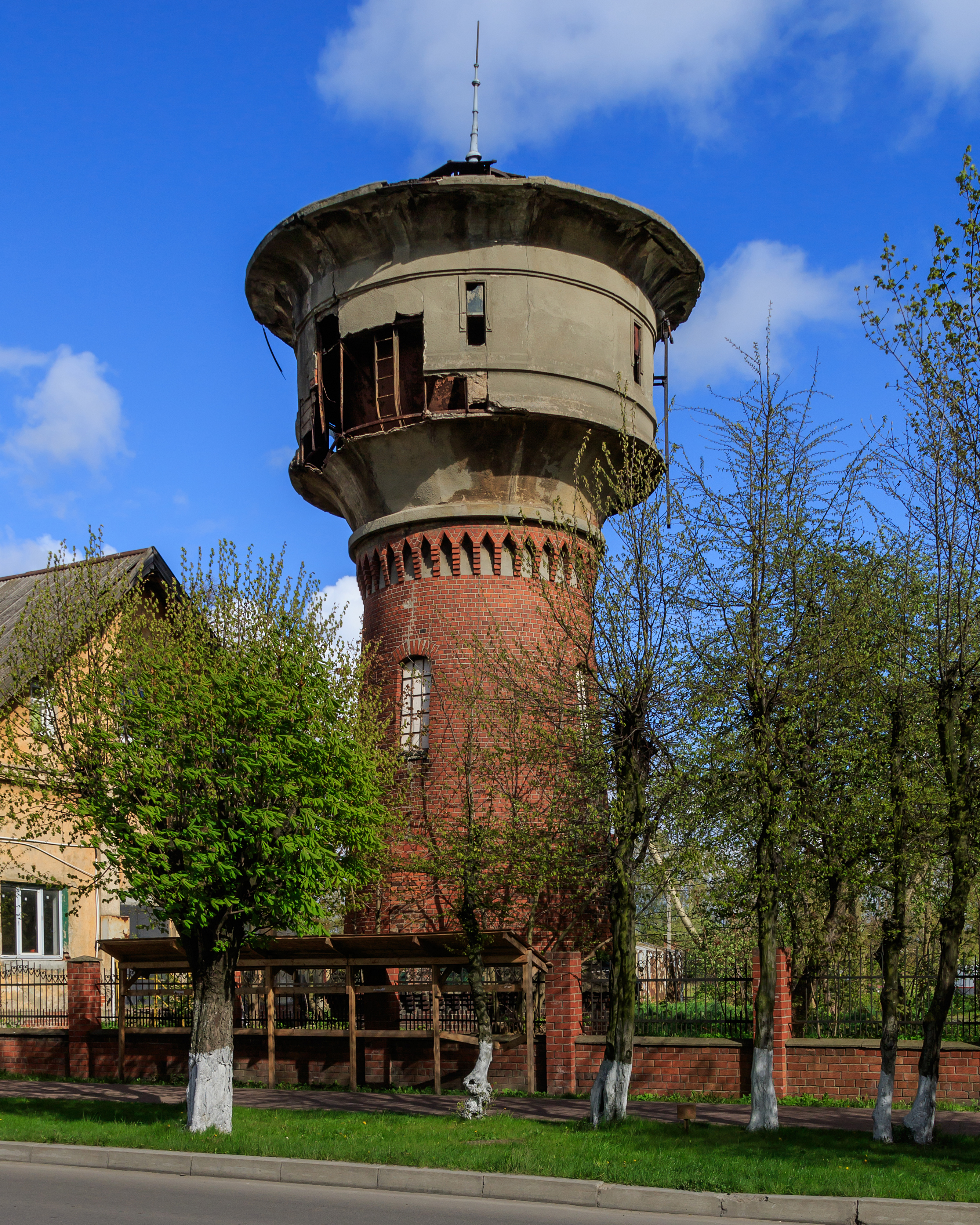
Kolejowa wieża ciśnień
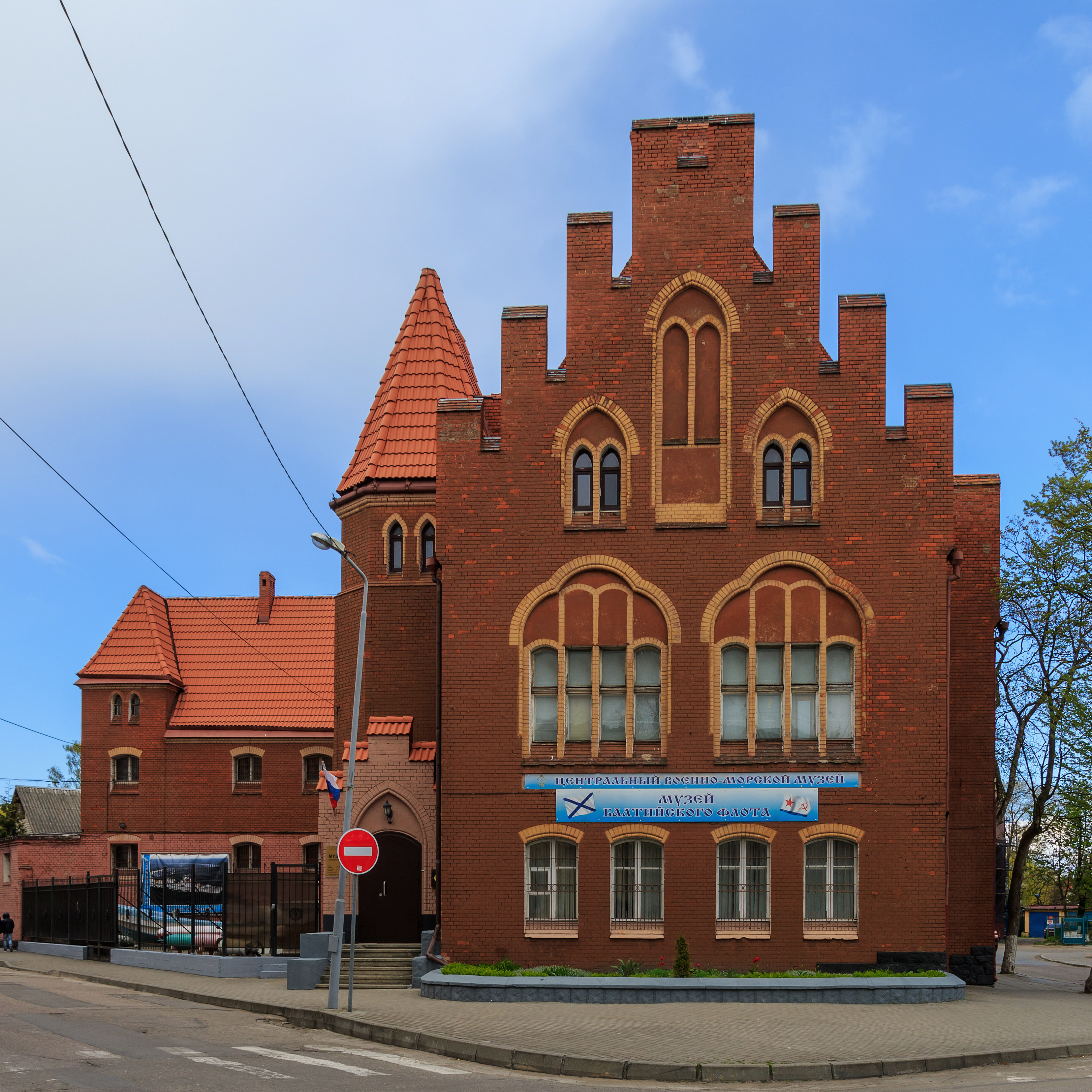
Muzeum Floty Bałtyckiej
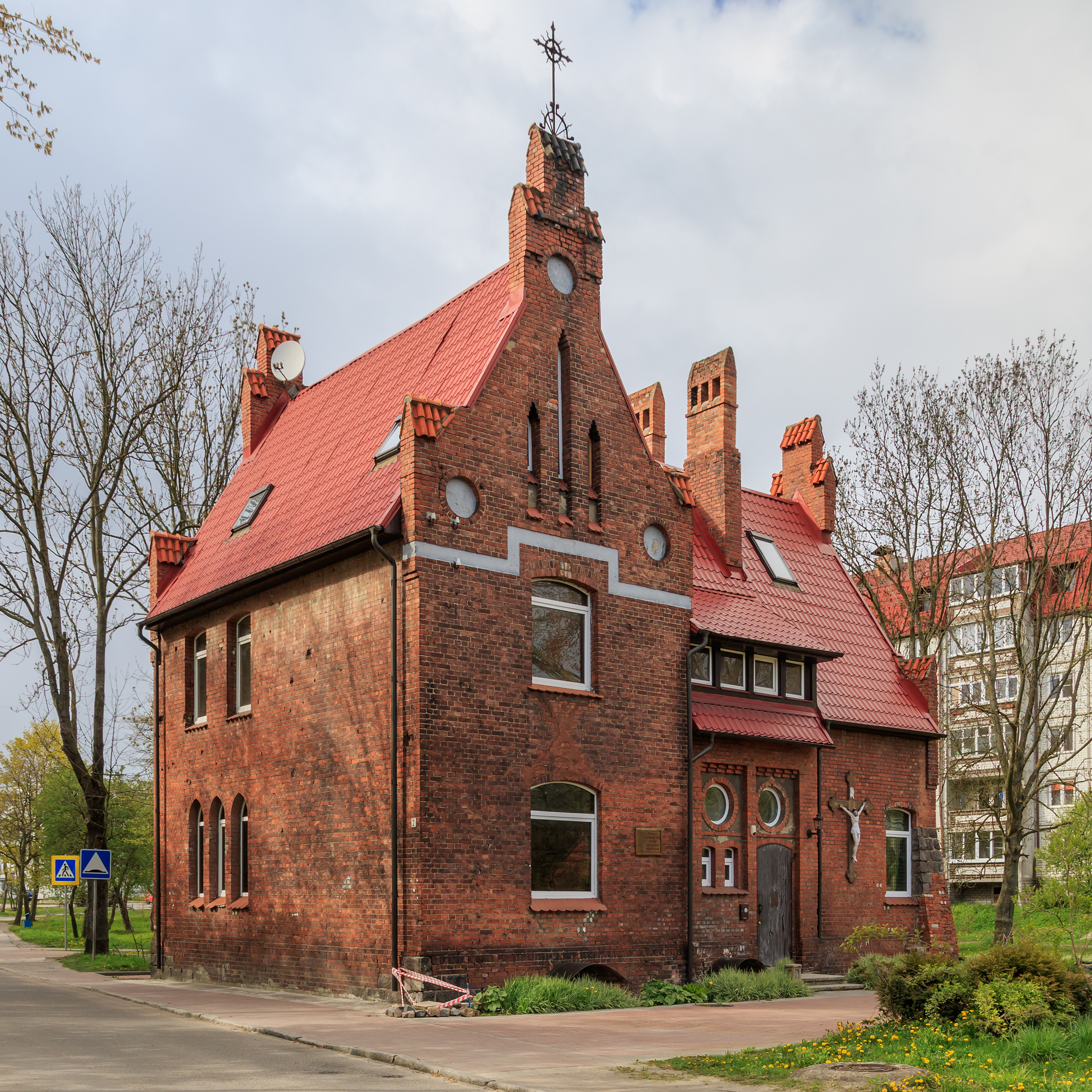
Dom pastora

## Militaria

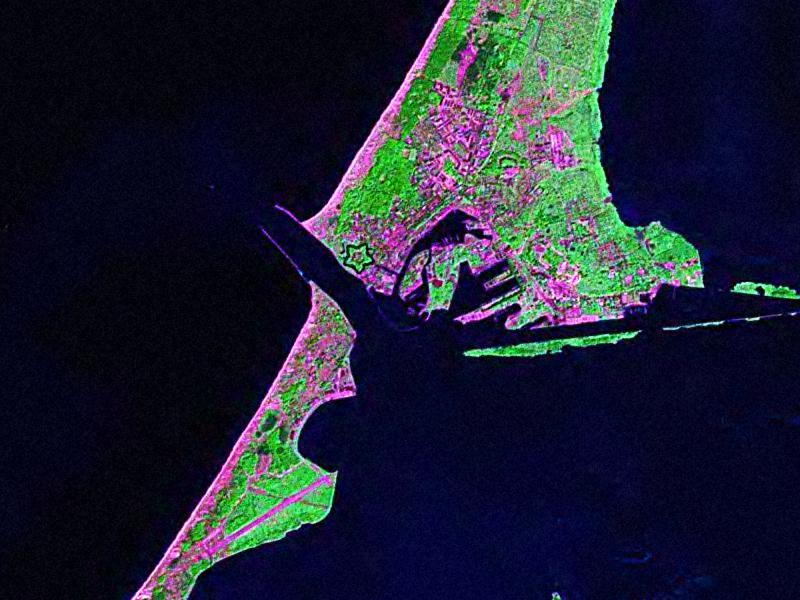
Bałtyjsk – zdjęcie satelitarne Landsat

Główna baza morska Floty Bałtyckiej wraz ze Stocznią Remontową (33-й судоремонтный завод). W pobliżu (5 km na płd.-zach. od centrum), na Mierzei Wiślanej lotnisko wojskowe, obecnie opuszczone. M.in. stacjonowały tam samoloty-amfibie Be-12 Czajka (Бе-12 Чайка).

## Transport
Prócz portu w mieście jest stacja kolejowa.

## Miasta partnerskie
- Karlskrona